# Вій (фільм, 1916)
«Вій» — німий художній фільм Владислава Старевіча, знятий 1916 року за мотивами однойменній повісті Миколи Гоголя. До наших днів фільм не зберігся.
У ряді джерел датою виходу фільму позначений 1913 або 1918 рік. Проте фахівці Державного центрального музею кіно (Москва) відносять появу «Вія» Старевіча до 1916 року.

## Цікаві факти
- Друга спроба в історії кіно екранізувати фантастичну повість Гоголя.